# Conny Stuart
Conny Stuart (Wijhe, 5 september 1913 – Amsterdam, 22 augustus 2010), pseudoniem van Cornelia van Meijgaard, was een Nederlands zangeres, actrice, cabaretière en musicalster.

## Biografie
Stuart groeide op in Den Haag in de buurt van het Vredespaleis. Ze volgde een opleiding aan de meisjes-HBS Bleyenburg. Tijdens deze periode gebruikte ze de achternaam Stuart en werd haar de bijnaam "Puck" gegeven. Ze begon haar artiestenloopbaan als chansonnière en trad onder andere op met de band van Freddy Johnson. Ze deed haar eerste radio-optreden op 25 juli 1939 bij de Romancers o.l.v. Gerard van Krevelen.
In de Tweede Wereldoorlog ontmoette ze Wim Sonneveld, met wie ze vanaf 1943 ging optreden op de radio. Stuart is een der eersten in Nederland die ruim vijftig jaar later er openlijk voor uitkwam met het hele gezelschap lid van de Kultuurkamer te zijn geweest "want er moest toch brood op de plank zijn?". Ook in de jaren 50 bleef ze prominent lid van zijn gezelschap. Van 1953 tot 1956 schitterde ze als barones Adèle de Bonbon in het persiflerende programma Mimoza (MInisterie voor MOeilijke ZAken), onderdeel van de gevarieerde avondshow Showboat. Daarin zong ze veel door Eli Asser geschreven liedjes. Ze was in die tijd gehuwd met Henri Hofman, met wie ze twee zoons had. Ze scheidde van hem om in 1957 te huwen met de acht jaar jongere Joop Doderer, met wie zij wekelijks samenspeelde in het radiohoorspel Koek & ei. Haar tweede huwelijk strandde in 1960.
In 1966 had zij veel succes met het lied Wat voor weer zou het zijn in Den Haag? dat zelfs op single werd uitgebracht.
Haar acteerkwaliteiten, ontwikkeld bij Sonneveld, kwamen pas goed tot hun recht in de musicals die Annie M.G. Schmidt en Harry Bannink voor haar schreven. Heerlijk duurt het langst was in 1965 direct een ongekend succes met onder meer het klassieke lied Het is over waarin een vrouw mijmert over haar minder dan perfecte huwelijk. Later volgden nog talrijke andere musicals, zoals Wat een planeet, Met man en muis, En nu naar bed, Madam en De dader heeft het gedaan (1983).
In 1985 zette ze een punt achter haar carrière met De Stuart Story, waarin ze oude nummers bracht. Ze overleed in 2010 op 96-jarige leeftijd.
In 2013 (honderd jaar na haar geboorte) is de Musical Award voor Beste Vrouwelijke Hoofdrol in een Grote Musical vernoemd naar Conny Stuart.

## Discografie
- 1943 . Mein dummes Herz / Es ist zum Weinen schön - 78rpm10" single - Decca - M 32045
- 1944 . Les prenoms effaces / La vie qui va - 78rpm10" single - Decca - M 32051
- 1959 • Conny Stuart zingt liedjes van Annie M.G. Schmidt: Neem je vos terug en In m'n pyjama / Zonder jou en Ik ben zo moe - 7-inch-ep - Philips - 422 376 PE
- 1961 • Hoezepoes / Yvonne de spionne - 7-inch-ep - Philips - 433 078 PE
- 1962 • Wiegeliedje (Je vader is naar Venus) / Waterlooplein - 7-inchsingle - Philips - 318 722 PF
- 1964 • Daar komen de schutters / Daar stak op 'nen morgend ('t maseurken) - 7-inchsingle - Philips - JF 327 681
- 1965 • Heerlijk duurt het langst - 12-inchelpee - P 12703 L / 855 072 XPY
- 1966 • Het is over / Kleine zwakke vrouw (Uit de musical Heerlijk duurt het langst) - 7-inchsingle - Philips - JF 327 987
- 1966 • Van chanson tot musical - 12-inchelpee - Philips - P 12723 L
- 1967 • Sterrit met Conny Stuart - 12-inchelpee - Philips - P 12749 L
- 1967 • Herr Heinzelmann / Wat voor weer? - 7-inchsingle - Philips - JF 333 661
- 1968 • Zeur niet / Temperament - 7-inchsingle - Philips - JF 333 994
- 1970 • Conny Stuart successen - 12-inchelpee - Philips - 6402 010
- 1975 • Amsterdam is jarig - 12-inchelpee - Philips - 6343 254
- 1977 • Cabaret - vandaag gisteren morgen 14 - Conny Stuart - 12-inchelpee - Philips - 9286 800
- 1980 • Conny Stuart zingt Annie Schmidt - 12-inchelpee - EMI - 1A 062 26604 (producent: Coen van Vrijberghe de Coningh)
- 1984 • Louis van Dijk & Conny Stuart - MC - VARAgram - ?
- 2002 • Portret compleet - 4 cd's - Brigadoon Vocal - BIS 041
- 2003 • Portret - 2 cd's - Brigadoon - BIS 048
- 2003 • Portret twee - 2 cd's - Brigadoon - BIS 049

## Hoorspelen radio
- Jo de Koning-Spruyt in Koek & ei, (1957–1961)